# Tunel Bømlafjord
Tunel Bømlafjord (Bømlafjordtunnelen) – podmorski tunel drogowy łączący wyspę Føyno w gminie Stord ze stałym lądem w gminie Sveio w Norwegii, w okręgu Hordaland w ciągu drogi trasy europejskiej E39. Tunel ma długość 7820 m i schodzi na głębokość 262,5 metrów pod poziomem morza. Otwarcie dla ruchu nastąpiło 28 grudnia 2000.